# Aeroporto di Kenema
L'aeroporto di Kenema (IATA:KEN; ICAO:GFKE) è un piccolo aeroporto situato a Kenema. Fino a pochi anni fa era collegato con la Eagle Air con le città di Freetown-Hastings e Bo.